# Борис Живкович
Борис Живкович (хорв. Boris Živković, нар. 15 листопада 1975, Живиниці) — хорватський футболіст, що грав на позиції захисника.
Виступав, зокрема, за клуб «Баєр 04», а також національну збірну Хорватії.

## Клубна кар'єра
Борис Живкович розпочав займатись футболом у Боснії і Герцеговині, граючи за юніорів «Сараєво». Після розпаду Югославії перебрався з родиною до Хорватії, потрапивши в академію «Марсонії» з Славонського Броду. У дорослому футболі дебютував за команду у сезоні 1994/95 і провів два сезони, взявши участь у 44 матчах чемпіонату.
Протягом сезону 1996/97 років захищав кольори команди «Хрватскі Драговоляц», взявши участь у 29 матчах команди в чемпіонаті.
Своєю грою за цю команду привернув увагу представників тренерського штабу німецького клубу «Баєр 04», до складу якого приєднався влітку 1997 року. Відіграв за команду з Леверкузена наступні шість сезонів своєї ігрової кар'єри, граючи зігравши понад 150 матчів, включаючи програний фінал Ліги чемпіонів 2002 року з мадридським «Реалом» та фінал Кубка Німеччини, зіграний за кілька днів до цього. Крім цього Живкович з «фармацевтами» тричі став віце-чемпіоном Німеччини.
Після закінчення контракту, що закінчився влітку 2003 року, Живкович заявив про своє бажання грати в Англійській Прем'єр-лізі Фей , і був підписаний пізніше цього літа «Портсмутом» за наполяганням Гаррі Реднаппа. Гра там у нього не вдалася, Реднапп був звільнений і Борис відправився назад до Німеччини, тепер уже в «Штутгарт». Але і там у нього не склалося, оскільки він програв конкуренцію більш стабільним Фернанду Мейра, Мартіну Штранцлю та Маркусу Баббелю. Незабаром він був відправлений в оренду в «Кельн», зігравши лише 8 матчів у сезоні 2005/06, оскільки велику частину сезону пропустив через травми і не врятував команду від вильоту з Бундесліги.
Завершив професійну ігрову кар'єру у клубі «Хайдук» (Спліт), за який виступав протягом 2006—2009 років.

## Виступи за збірну
13 листопада 1999 року дебютував в офіційних матчах у складі національної збірної Хорватії в зустрічі проти Франції (0:3). Забив свій перший гол за збірну 13 листопада 2001 року у матчі проти Південної Кореї (1:1).
У складі збірної був учасником чемпіонату світу 2002 року в Японії і Південній Кореї. У першій грі на турнірі проти Мексики він заробив пенальті у свої ворота на 59-й хвилині, за що його вилучили, а мексиканці реалізували одинадцятиметровий і виграти гру 1:0. Після цього футболіст на турнірі на поле не виходив, а його збірна не вийшла з групи.
Тим не менш через два роки Живкович поїхав на чемпіонат Європи 2004 року у Португалії, де зіграв у матчах проти Швейцарії (0:0) та Англії (2:4), але збірна знову не змогла пройти груповий етап.
Після закінчення турніру Живкович вирішив закінчити виступи за збірну, тим не менш у 2007 році на запрошення Славена Билича повернувся до збірної і зіграв ще один матч, товариську зустріч проти Норвегії. Всього ж протягом кар'єри у національній команді, яка тривала 9 років, провів у формі головної команди країни 39 матчів, забивши 2 голи.